# Tonka Petrova
Tonka Ivanova Petrova (in bulgaro Тонка Ивановна Петрова?; 1º febbraio 1947) è un'ex mezzofondista bulgara.

## Palmarès

### Europei indoor
- 3 medaglie:
  - 1 oro (Göteborg 1974 nei 1500 m piani; Göteborg 1974 nella staffetta 4x392 m)
  - 1 argento (Rotterdam 1973 nei 1500 m piani)

## Altre competizioni internazionali
1973
- Oro in Coppa Europa ( Edimburgo), 1500 m piani - 4'09"02